# Пилипчук Юрій Юрійович
Ю́рій Ю́рійович Пилипчу́к (13 травня 1991 — 5 вересня 2014) — старший лейтенант Збройних сил України, учасник російсько-української війни.

## Життєвий шлях
Народився 1991 року в селі Корделівка (Калинівський район, Вінницька область). 2008 року закінчив ЗОШ села Корделівка; відтоді — в лавах ЗСУ. 2012 року закінчив Національну академію сухопутних військ імені гетьмана Петра Сагайдачного. Командир взводу, 80-та окрема десантно-штурмова бригада.
Загинув у бою з диверсійною групою терористів, коли разом із побратимами біля села Цвітні Піски забезпечував відхід українських військ у Слов'яносербському районі трасою Н21.
У часі бою з російським диверсійним підрозділом українські вояки — 97 українських вояків на 6 БТРах й 2 танках (1 БТР підірвали — не заводився) — зайняли кругову оборону між селами Цвітні Піски й Стукалова Балка, відбиваючи натиск терористів у числі 240—260 чоловік. По тому потрапили в засідку в русі на техніці. Після прибуття підрозділу під населений пункт Щастя констатували відсутність БТР-80 № 129, поранення зазнали 9 бійців. У бою загинули: прапорщик Анатолій Гаврилюк, сержант Іван Лемещук, молодші сержанти Віктор Бражнюк, Степан Бродяк та Іван Сова, солдат Руслан Степула. Вважалися зниклими безвісти: старший лейтенант Юрій Пилипчук, лейтенант Ігор Петрівський, сержант Олексій Ващук, молодші сержанти Віктор Бражнюк, Гураль Олег Володимирович, старший солдат Володимир Соломчук, солдати Сергій Боднар, Ватаманюк Сергій Миколайович, Іван Воробель, Корнач Сергій, Підгайний Микола Йосипович, Роман Симпович, Слободян Едуард Геннадійович, Турчин Михайло Степанович, Микола Федус. Вважаються полоненими капітан Кондрацький Віталій Володимирович, солдати Гринюк Микола Володимирович, Клим'юк Олександр Юрійович.
Ідентифікований за експертизою ДНК серед похованих під Старобільськом, як зниклий безвісти 5 вересня 2014 року військовослужбовець 80-ї окремої аеромобільної бригади.
Вважається, що згорів у БТР. 23 вересня 2016 року Юрія перепоховали в селі Корделівка.
Без Юрія лишились батьки, сестра та дружина.

## Нагороди і вшанування
За особисту мужність і героїзм, виявлені у захисті державного суверенітету та територіальної цілісності України, вірність військовій присязі під час російсько-української війни, відзначений — нагороджений
- 19 листопада 2016 року — орденом Богдана Хмельницького III ступеня (посмертно)[1]
- 5 травня 2017 на будівлі Корделівської загальноосвітньої школи відкрито меморіальну дошку[2]
- почесна відзнака «Командира 80 ОДШБр» (посмертно)
- Його портрет розміщений на меморіалі «Стіна пам'яті полеглих за Україну» в Києві: секція 4, ряд 1, місце 25
- Вшановується в меморіальному комплексі «Зала пам'яті», в щоденному ранковому церемоніалі 5 вересня[3]